# Sydflagermus
Sydflagermusen (Eptesicus serotinus) er en flagermus med en kropslængde på 6,2-8,2 cm og et vingefang på 24,5-30 cm. Den har forholdsvis brede vinger og mørkebrun pels. 
Den jager i store cirkler langs hække og skovbryn og rundt om gadelamper, og dens jagtrevir kan ofte ligge langt fra dens tilholdssted. 
Sydflagermusen er vidt udbredt i det meste af Europa, helt op til Danmark og Sydsverige, men den findes sjældent i større bestande. 
Om sommeren holder den til i bygninger, og derfor er den specielt sårbar over for forgiftning der skyldes træbeskyttelsesmidler.